# Rukwa
Rukwa is een  regio van Tanzania in het zuidwesten van het land met een oppervlakte van 22.792 km² en ruim 1 miljoen inwoners (2012). De regionale hoofdstad is Sumbawanga. De regio Rukwa ligt ingeklemd tussen twee endoreïsche meren: het Tanganyikameer in het westen en het Rukwameer in het oosten, dat de naamgever is van de regio.
De regio Rukwa kwam in 1974 tot stand. Het grondgebied hoorde daarvoor bij de regio's Mbeya (district Sumbawanga) en Tabora (district Mpanda). Aanvankelijk had de regio een oppervlakte van ruim 68.000 km² en was het de op twee na grootste regio van het land, maar in 2012 werd het district Mpanda overgeheveld naar de nieuwe regio Katavi.

## Grenzen
De regio grenst aan de Congolese provincie Tanganyika en aan de Zambiaanse provincie Northern. De grens met Congo-Kinshasa wordt gevormd door het Tanganyikameer.
Daarnaast grenst Rukva aan de regio's Katavi in het noorden en Songwe in het oosten.

## Districten
De regio is onderverdeeld in vier districten:
- Kalambo
- Nkasi
- Landelijk Sumbawanga
- Sumbawanga Stad